# Hipódromo de Ayr
El Hipódromo de Ayr (en inglés: Ayr Racecourse) se localiza en Whitletts Road, en Ayr, Escocia, al Norte del Reino Unido, siendo inaugurado en 1907. El espacio ha recibido las etapas de las carreras más prestigiosas y de mayor calidad de las disputadas en Escocia en los dos códigos del deporte practicados allí. Las carreras de caballos en Ayr se remontan a 1576, pero la primera reunión oficial no tuvo lugar hasta 1771 en un hipódromo situado en la zona de Seafield de la ciudad. Esta primera pista de carreras era un óvalo de una milla con curvas cerradas.